# Pertoltice (Libereci járás)
Pertoltice település Csehországban, Libereci járásban. Pertoltice Habartice, Černousy, Višňová, Bulovka és Miedziana településekkel határos. Lakosainak száma 301 fő (2024. január 1.).

## Népesség
A település lakosságának változását az alábbi diagram mutatja:
| Lakosok száma | 1225 | 1034 | 897  | 438  | 269  | 237  | 291  | 291  | 288  | 301  |
|               | 1869 | 1890 | 1921 | 1950 | 1980 | 2001 | 2017 | 2019 | 2022 | 2024 |